# Hässelby Villastads kyrka
Hässelby Villastads kyrka hör till Hässelby församling och ligger i Hässelby Villastad, intill Hässelby trädgårds- och hembygdsmuseum.

## Kyrkobyggnaden
Kyrkan är uppförd i tegel efter ritningar av arkitekt Folke Hjortzberg. Bygget påbörjades i mars 1939 och på Mikaelidagen den 1 oktober samma år invigdes den nya kyrkan av ärkebiskop Erling Eidem. Byggnaden består av ett långhus med nord-sydlig orientering där koret ligger i norr och ingången i söder. I söder finns också kyrktornet som är en öppen tegelbåge där två synliga kyrkklockor som hänger över varandra. Kyrkan vilar på en sockel av betong som är klädd med huggen granit. Ytter- och innerväggar av tegel är belagda med ljust slammad puts. Långhus och kor har sadeltak täckta med skiffer.
Kyrkorummet har ett gråmålat trätak vars mittdel är tunnvälvt. Korväggen har en al seccomålning utförd av Olle Hjortzberg, far till kyrkans arkitekt Folke Hjortzberg. Målningen skildrar hur Jesus predikar för människor i skilda tiders klädedräkt. Väster om koret finns en vidbyggd sakristia som 1965 utökades med ett förberedelserum.
Den 4 oktober 2009 firade Kyrkan 70-årsjubileum med ett uppförande av Änglamässan

## Inventarier
- Längst fram i kyrkorummet, till höger om mittgången, står dopfunten av röd engelsk sandsten. Till funten hör ett dopfat med lock av silver utfört 1956 av Arnold Karlström.
- På läktaren står en orgel med 16 stämmor, byggd 1962 av Olof Hammarberg i Göteborg.
- Predikstolen är byggd i almträ efter ritningar av kyrkans arkitekt och har målade fält av Olle Hjortzberg. Predikstolen är monterad ovanför en dörr till sakristian, väster om mittgången.
- Altaret är byggt av slammat tegel och har en kalkstensskiva.
- På altaret står ett krucifix av silver tillverkat 1939 av skulptören Carl Eldh.
- De båda kyrkklockorna är gjutna 1939 av D G Bergholtz & Co i Stockholm. Slagtonerna är a1 och ciss2.

## Bildgalleri

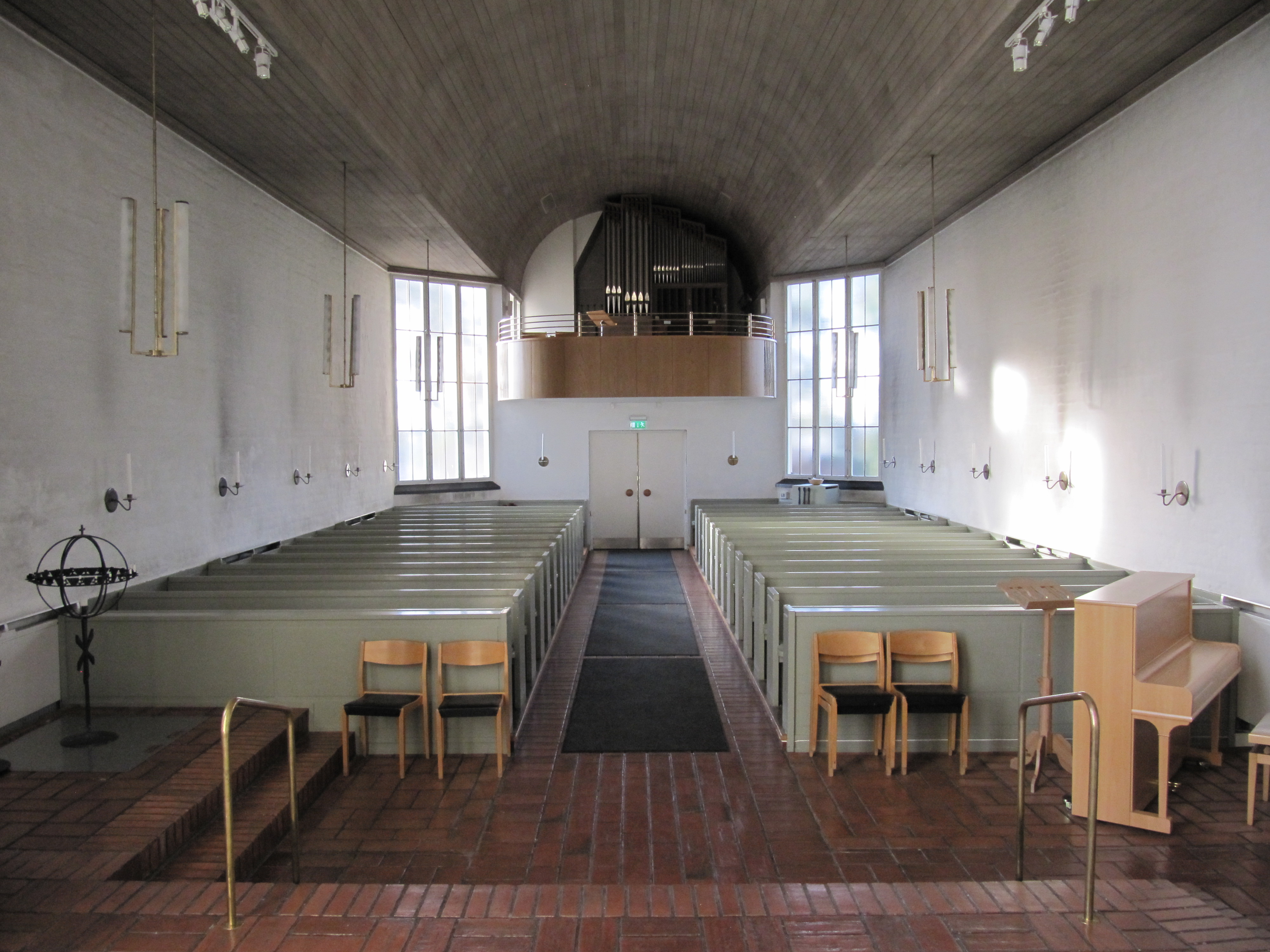
Kyrkorum mot orgelläktare
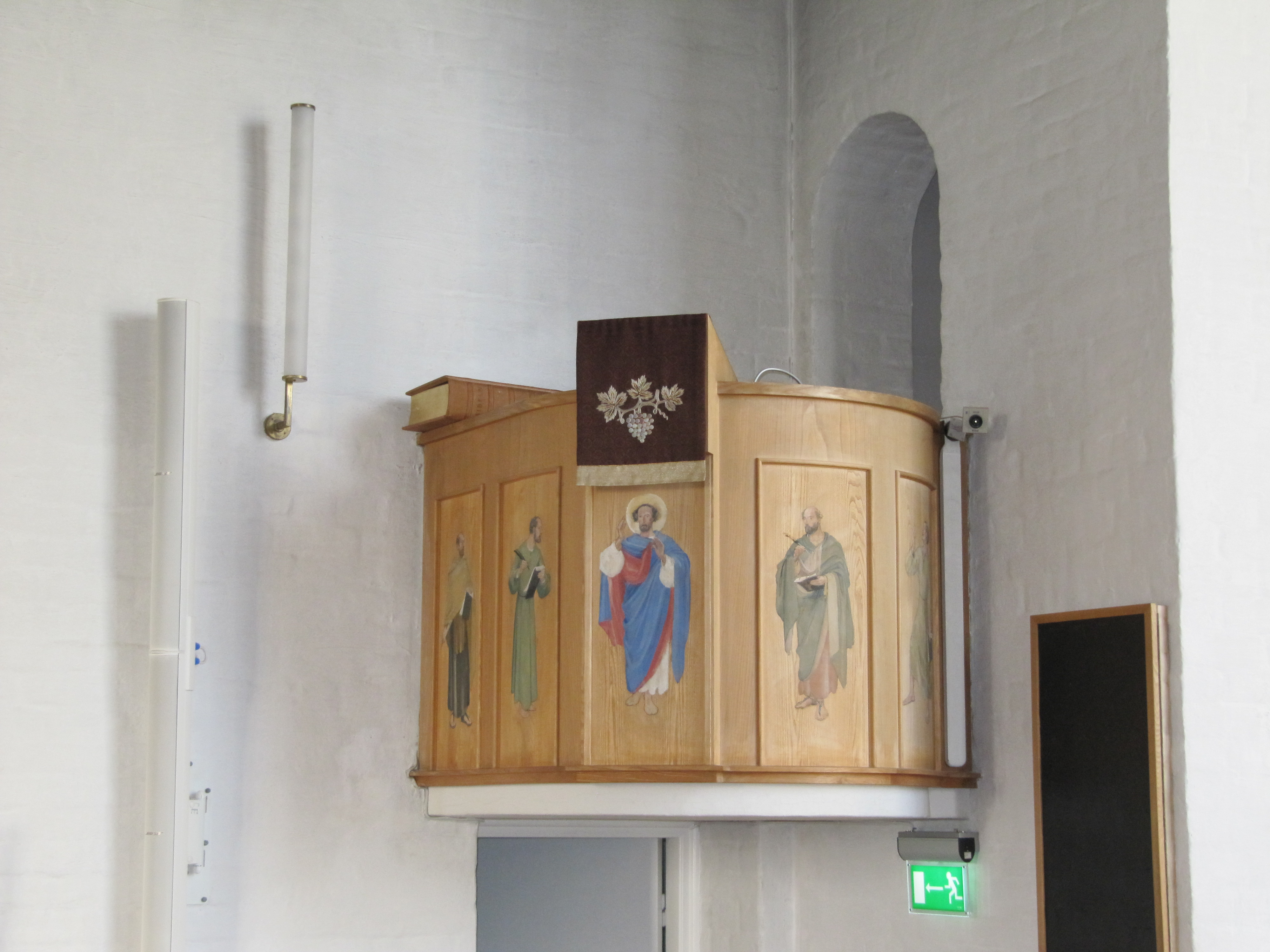
Predikstol
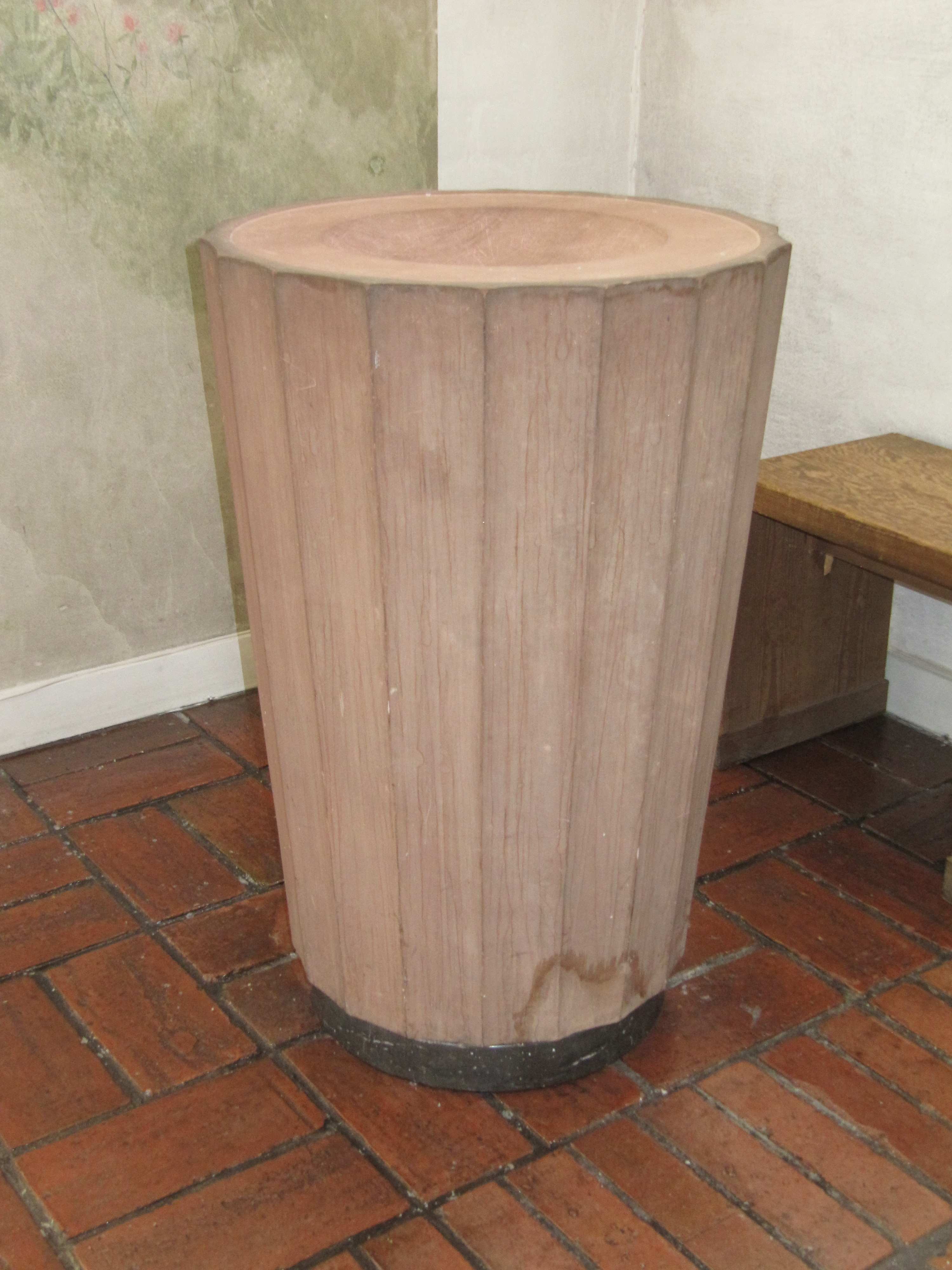
Dopfunt
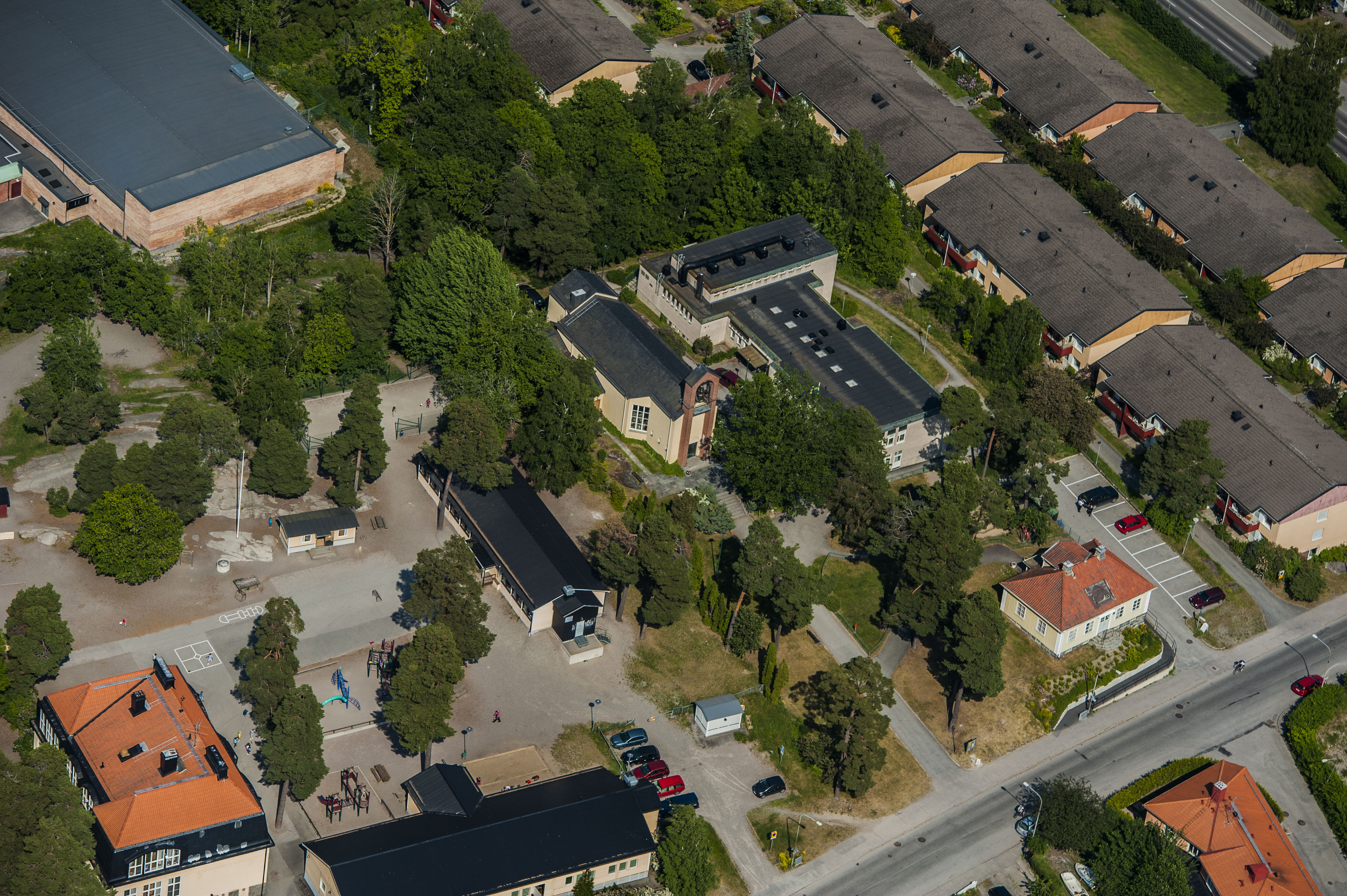
Flygvy
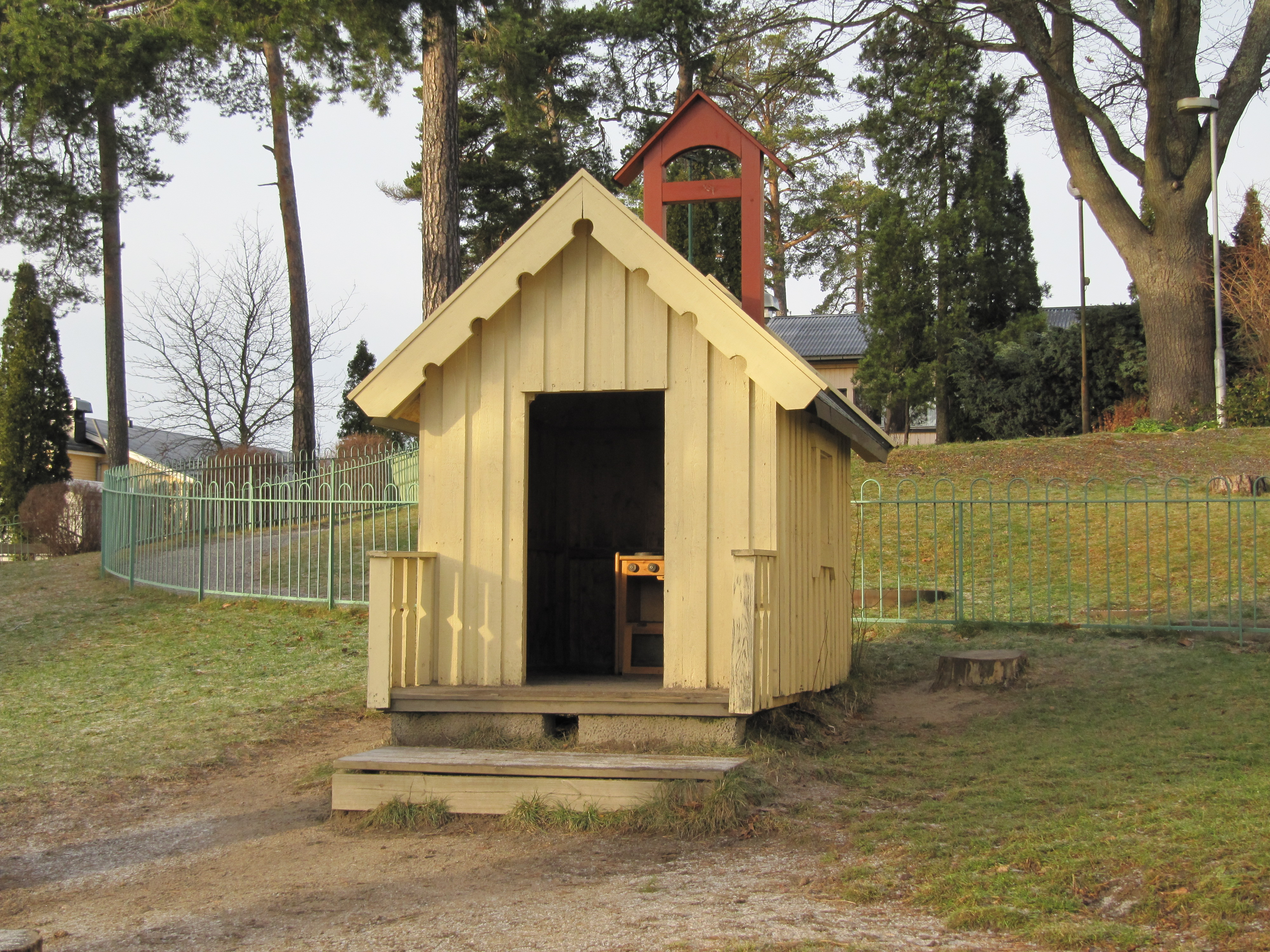
Lekstuga vid kyrkan
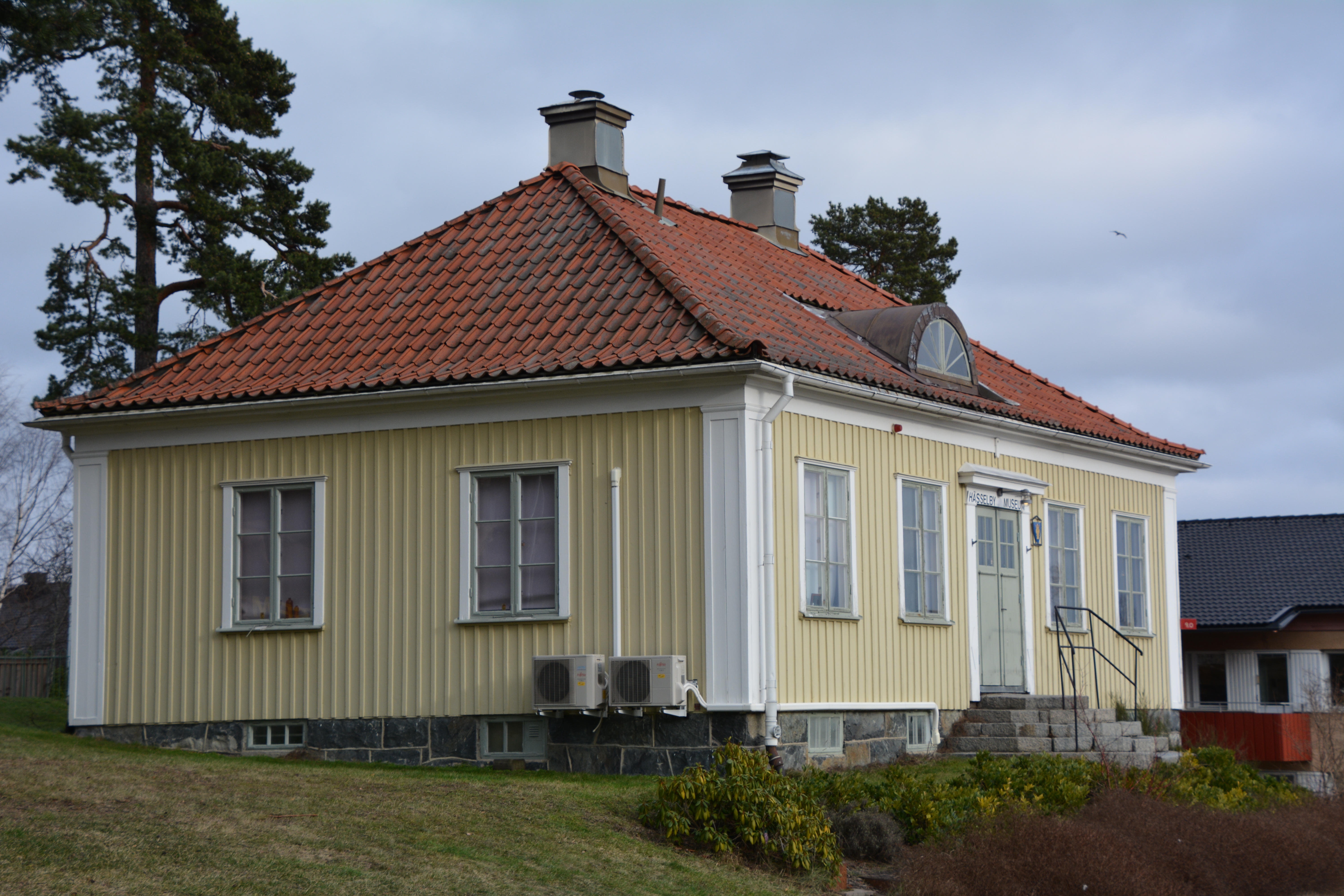
Hässelby Museum